# Copa de Competencia Adolfo Bullrich 1905
La Copa de Competencia 1905 (también llamada Copa Competencia "Adolfo Bullrich" 1905) fue la tercera edición de esta competición oficial y de carácter nacional, organizada por la Argentine Football Association.
La copa que estaba en juego fue donada por el intendente de la Municipalidad de Buenos Aires, Adolfo Bullrich, y por eso llevó su nombre. Fue disputada por  11 de los 12 equipos de la Segunda División. Por segunda vez, Porteño no participó.
La competencia consagró campeón por primera vez al tercer equipo de Belgrano, al vencer por 1 a 0 en la final a San Martín.

## Sistema de disputa
Los equipos se enfrentaron entre sí por eliminación directa a partido único. De los 11 equipos, 5 accedieron a la Fase final. Mientras que los 5 restantes debieron disputar la Fase preliminar.
Los partidos en general se jugaron en cancha neutral. En caso de igualdad, se disputó un tiempo extra.

## Equipos participantes
En cursiva los equipos debutantes.
| Equipo                       | Ciudad       |
| ---------------------------- | ------------ |
| América                      | Buenos Aires |
| Argentino de Quilmes         | Quilmes      |
| Argentino de Quilmes II      | Quilmes      |
| Barracas II                  | Buenos Aires |
| Belgrano II                  | Buenos Aires |
| Belgrano III                 | Buenos Aires |
| Colegio Militar de la Nación | Buenos Aires |
| Estudiantes II               | Buenos Aires |
| Instituto Americano          | Adrogué      |
| San Isidro                   | San Isidro   |
| San Martín                   | San Martín   |

## Fase preliminar
| 28 de mayo                                          | Belgrano II | vs. | Barracas II |  |  |
| Barracas II se retiró, Belgrano II ganó los puntos. |             |     |             |  |  |

| 28 de mayo | Argentino de Quilmes | 0:3 | Belgrano III             | Cancha de Argentino de Quilmes, Quilmes |  |
|            |                      |     | Forrester · Bell · Grant |                                         |  |

| 28 de mayo | América                    | 4:2 | San Isidro          |  |  |
|            | Horton · Coyar · Freddiani |     | Paulsen · Morazzani |  |  |

## Fase final
En cada cruce se muestra el resultado global.
|  | Cuartos de final             | Cuartos de final |                              |             | Semifinales | Semifinales |  |              | Final | Final |  |
|  |                              |                  |                              |             |             |             |  |              |       |       |  |
|  |                              |                  |                              |             |             |             |  |              |       |       |  |
|  | América                      | 1                |                              |             |             |             |  |              |       |       |  |
|  | América                      | 1                |                              |             |             |             |  |              |       |       |  |
|  | Belgrano II                  | 6                |                              |             |             |             |  |              |       |       |  |
|  | Belgrano II                  | 6                |                              | Belgrano II | 1           |             |  |              |       |       |  |
|  |                              |                  |                              | Belgrano II | 1           |             |  |              |       |       |  |
|  |                              |                  | Belgrano III                 | 3           |             |             |  |              |       |       |  |
|  | Instituto Americano          | 0                | Belgrano III                 | 3           |             |             |  |              |       |       |  |
|  | Instituto Americano          | 0                |                              |             |             |             |  |              |       |       |  |
|  | Belgrano III                 | 7                |                              |             |             |             |  |              |       |       |  |
|  | Belgrano III                 | 7                |                              |             |             |             |  | Belgrano III | 1     |       |  |
|  |                              |                  |                              |             |             |             |  | Belgrano III | 1     |       |  |
|  |                              |                  | San Martín                   | 0           |             |             |  |              |       |       |  |
|  | Estudiantes II               | 1                | San Martín                   | 0           |             |             |  |              |       |       |  |
|  | Estudiantes II               | 1                |                              |             |             |             |  |              |       |       |  |
|  | San Martín                   | 3                |                              |             |             |             |  |              |       |       |  |
|  | San Martín                   | 3                |                              | San Martín  | 4           |             |  |              |       |       |  |
|  |                              |                  |                              | San Martín  | 4           |             |  |              |       |       |  |
|  |                              |                  | Colegio Militar de la Nación | 0           |             |             |  |              |       |       |  |
|  | Colegio Militar de la Nación | 2                | Colegio Militar de la Nación | 0           |             |             |  |              |       |       |  |
|  | Colegio Militar de la Nación | 2                |                              |             |             |             |  |              |       |       |  |
|  | Argentino de Quilmes II      | 0                |                              |             |             |             |  |              |       |       |  |
|  | Argentino de Quilmes II      | 0                |                              |             |             |             |  |              |       |       |  |
|  |                              |                  |                              |             |             |             |  |              |       |       |  |

### Cuartos de final
|  |  | vs. |

|  |  | vs. |

|  |  | vs. |

|  |  | vs. |

### Semifinales
| 30 de julio | Belgrano II | 1:3 (1:1) (t. s.) | Belgrano III            | Estadio de Belgrano, Buenos Aires |  |
|             | Ross        |                   | Bell · Frers · Khilberg |                                   |  |

| 30 de julio | San Martín       | 4:0 | Colegio Militar de la Nación | Estadio de San Martín, San Martín |  |
|             | Breckon · Leunda |     |                              |                                   |  |

### Final
| 30 de agosto | Belgrano III | 1:0 | San Martín | Cancha de Estudiantes, Buenos Aires |  |
|              | Forrester    |     |            |                                     |  |

|                                  |
|                                  |
| Campeón Belgrano III 1.er título |

## Estadísticas
| Pos. | Equipo                       | Pts. | J | G | E | P | GF | GC | DG | Ef.    |
| ---- | ---------------------------- | ---- | - | - | - | - | -- | -- | -- | ------ |
| 1.°  | Belgrano III                 | 8    | 4 | 4 | 0 | 0 | 14 | 1  | 13 | 100%   |
| 2.°  | San Martín                   | 4    | 3 | 2 | 0 | 1 | 7  | 2  | 5  | 66,67% |
| 3.°  | Belgrano II                  | 4    | 3 | 2 | 0 | 1 | 7  | 4  | 3  | 66,67% |
| 4.°  | Colegio Militar de la Nación | 2    | 2 | 1 | 0 | 1 | 4  | 2  | 2  | 50%    |
| 5.°  | América                      | 2    | 2 | 1 | 0 | 1 | 5  | 8  | -3 | 50%    |
| 6.°  | Estudiantes II               | 0    | 1 | 0 | 0 | 1 | 1  | 3  | -2 | 0%     |
| 7.°  | Argentino de Quilmes II      | 0    | 1 | 0 | 0 | 1 | 0  | 2  | -2 | 0%     |
| 8.°  | Instituto Americano          | 0    | 1 | 0 | 0 | 1 | 0  | 7  | -7 | 0%     |
| 9.°  | Barracas II                  | 0    | 1 | 0 | 0 | 1 | —  | —  | —  | 0%     |
| 10.° | San Isidro                   | 0    | 1 | 0 | 0 | 1 | 2  | 4  | -2 | 0%     |
| 11.° | Argentino de Quilmes         | 0    | 1 | 0 | 0 | 1 | 0  | 3  | -3 | 0%     |